# Biserica Sfântul Gheorghe din Famagusta
Biserica „Sfântul Gheorghe” din Famagusta este o biserică parohială romano-catolică de pe insula Cipru, construită în secolul al XIII-lea. Lăcașul a fost avariat sever prin tiruri de artilerie în anul 1571, iar de atunci se ruinează treptat.